# (100046) Worms
(100046) Worms es un asteroide perteneciente al cinturón de asteroides, descubierto el 2 de octubre de 1991 por Freimut Börngen y el también astrónomo Lutz Dieter Schmadel desde el Observatorio Karl Schwarzschild, en Tautenburg, Alemania.

## Designación y nombre
Designado provisionalmente como 1991 TT6.